# Dragan Lazarević
Dragan Lazarević, più noto con gli pseudonimi di Dragan de Lazare (Rio de Janeiro, 8 maggio 1964), è un fumettista e illustratore serbo.
Fra i suoi lavori principali si possono citare Rubine, Yves Rokatansky, X-Ion e Acidités de couleur noire.

## Opere

### Fumetti
- Une aventure de Yves Rokatansky, sceneggiatore: Lazar Odanović (pseudonimo: Lazzaro), "Sorg", Francia

1. Le témoin, 1989.

- Rubine, sceneggiatore: Mythic e François Walthéry, "Le Lombard", Belgio

1. Les mémoires troubles, 1993.
2. Fenêtre sur rue, 1994.
3. Le second témoin, 1995.
4. Serial killer, 1996.
5. La disparue d'Halloween, 1997.
6. America, 1998.
7. Devoirs de vacances, 2000.
8. 96 heures, 2002.

- Acidités de couleur noire con BAM e Odanović, [2] YIL Édition, 2016.